# 七姊妹 (植物)
七姊妹（学名：Rosa multiflora var. carnea）为蔷薇科蔷薇属野蔷薇的变种，又名十姊妹（《群芳谱》）。属中国原产的植物（非从国外引种）。
本变种为重瓣，粉红色。栽培供观赏，可作护坡及棚架之用。

## 别名
十姊妹（群芳谱）